# Epanerchodus inferus
Epanerchodus inferus är en mångfotingart som beskrevs av Karl Wilhelm Verhoeff 1940. Epanerchodus inferus ingår i släktet Epanerchodus och familjen plattdubbelfotingar. Inga underarter finns listade i Catalogue of Life.